# Clifford the Big Red Dog (filme)
Clifford the Big Red Dog (bra: Clifford - O Gigante Cão Vermelho; prt: Clifford - O Cão Vermelho) é um filme estadunidense de comédia familiar de 2021 que mistura live-action com animação. Dirigido por Walt Becker a partir de um roteiro escrito por Jay Scherick, David Ronn e Blaise Hemingway, e uma história de Justin Malen e Ellen Rapoport. É baseado na série de livros infantis de mesmo nome criada por Norman Bridwell e é estrelado por Jack Whitehall, Darby Camp, Tony Hale, Sienna Guillory, David Alan Grier, Russell Wong, Kenan Thompson e John Cleese.
O filme foi exibido sem aviso prévio em 26 de agosto de 2021 durante o evento CinemaCon 2021, em Los Angeles. A estreia estava inicialmente programada para o Festival Internacional de Cinema de Toronto em setembro de 2021, a ser seguida por um lançamento nos cinemas nos Estados Unidos em 17 de setembro, após ter sido adiado devido à pandemia de COVID-19 pela Paramount Pictures, mas acabou sendo retirado do festival e teve sua data de lançamento removida da programação da Paramount devido à disseminação da variante Delta.
O filme foi lançado simultaneamente nos cinemas e digitalmente no Paramount+ em 10 de novembro de 2021 nos Estados Unidos. Recebeu críticas mistas dos críticos e arrecadou US$ 107 milhões mundialmente com um orçamento de US$ 64 milhões. Uma sequela está em desenvolvimento.

## Elenco
- Jack Whitehall como Tio Casey.
- Darby Camp como Emily Elizabeth.
- Tony Hale como Zac Tieran, o dono da Lyfegro, uma empresa de genética que quer Clifford.[7]
- Sienna Guillory como Maggie Howard, mãe de Emily Elizabeth e irmã mais velha de Casey que está em viagem de negócios.
- David Alan Grier como Mr. Packard, o superintendente do prédio de apartamentos onde Emily e Maggie vivem.
- Russell Wong como Sr. Yu, pai de Owen.
- John Cleese como Sr. Bridwell, o mágico salvador de animais que dá Clifford a Emily. Ele é nomeado após o criador do personagem de Clifford, Norman Bridwell.
- Izaac Wang como Owen Yu, o garoto de outro apartamento e melhor amigo e colega de classe de Emily.
- Kenan Thompson como o veterinário de Clifford.
- Paul Rodriguez como Sanchez.[11]
- Rosie Perez como Lucille.

## Produção

### Desenvolvimento
Em maio de 2012, foi anunciado que a Universal Studios e a Illumination Entertainment produziriam um filme em live-action com animação baseado na série de livros Clifford the Big Red, com Matt Lopez como roteirista e Chris Meledandri e Deborah Forte como produtores, mas em julho de 2013, Meledandri disse que o filme foi cancelado.
Em 13 de setembro de 2013, foi anunciado que o filme ainda estava em desenvolvimento na Universal Studios e com David Bowers em negociações para dirigir o filme. Foi também dito que o filme seria no estilo de Hop - Rebelde sem Páscoa (2011), com o personagem titular sendo em animação enquanto os outros personagens seriam em live-action.
Em 2016, a Paramount Pictures comprou os direitos do filme. Em 25 de setembro de 2017, foi noticiado que Walt Becker havia sido contratado para dirigir o filme, a partir de um roteiro reescrito por Ellen Rapoport e um original escrito por Justin Malen, e com Deborah Forte produzindo através da Silvertongue Films.
Em 20 de junho de 2019, a Paramount fechou um acordo com a Entertainment One para co-financiar o filme. Segundo o acordo, a Entertainment One Films distribuiria o filme no Canadá e no Reino Unido, excluindo os direitos de transmissão de TV para o último país, enquanto a Paramount distribuiria em todos os outros territórios, incluindo os Estados Unidos.
Em 25 de dezembro de 2019, uma foto do filme vazou, revelando a forma em animação digital de Clifford no cenário em live-action. Os efeitos especiais foram feitos pela Moving Picture Company.

### Escalação do elenco
Em maio de 2019, Darby Camp e Jack Whitehall foram anunciados como estrelas do filme. Em junho de 2019, John Cleese, Sienna Guillory, Izaac Wang, Kenan Thompson, Rosie Perez, David Alan Grier, Keith Ewell, Bear Allen Blaine e Lynn Cohen se juntaram ao elenco.

### Filmagens
As filmagens começaram em 10 de junho de 2010, na cidade de Nova Iorque. As filmagens foram encerradas em 23 de agosto de 2019.

## Música
Em 18 de novembro de 2020, foi anunciado que John Debney iria compor a trilha sonora do filme. A música "Room for You", interpretada por Madison Beer, foi lançada em 5 de novembro de 2021.

## Lançamento
Clifford the Big Red Dog foi lançado simultaneamente em cinemas nos formatos Dolby Cinema e 3D e em streaming no Paramount+ em 10 de novembro de 2021 nos Estados Unidos. O filme estava inicialmente programado para ter sua estreia mundial no Festival Internacional de Cinema de Toronto de 2021 em setembro de 2021, seguido por um lançamento nos cinemas dos Estados Unidos em 17 de setembro pela Paramount Pictures, mas a estreia no festival foi cancelada e o estúdio removeu o filme de sua programação de lançamento devido ao surgimento da variante Delta do COVID-19.
O filme foi inicialmente agendado para ser lançado em 13 de novembro de 2020, antes de ser adiado para 5 de novembro de 2021. devido à pandemia de COVID-19. Antes disso, a Universal Studios inicialmente agendou o lançamento do filme para 8 de abril de 2016, tendo o adiado para 31 de dezembro de 2016.
No Brasil, o filme foi lançado em 2 de dezembro de 2021. Em Portugal, o filme foi lançado em 16 de dezembro de 2021.
O filme teve uma exibição não anunciada em 26 de agosto de 2021 durante o evento CinemaCon 2021 em Los Angeles.

### Home media
Clifford the Big Red Dog foi lançado em download digital pela Paramount Home Entertainment em 14 de dezembro de 2021 nos Estados Unidos, que apresenta cenas deletadas e recursos especiais, incluindo um olhar dos bastidores com entrevistas do elenco e como as aventuras de Clifford começaram na série de livros para o cinema. Também será lançado em 1º de fevereiro de 2022 em Blu-ray e DVD.

## Recepção

### Bilheteria
Até o dia 23 de janeiro de 2022, Clifford the Big Red Dog arrecadou US$ 48,9 milhões nos Estados Unidos e Canadá e US$ 46,0 milhões em outros territórios, para um total mundial de US$ 94,9 milhões.
Nos Estados Unidos e Canadá, Clifford the Big Red Dog foi projetado para arrecadar US$ 15-17 milhões em 3.695 cinemas durante seus primeiros cinco dias. O filme arrecadou US$ 2,3 milhões no primeiro dia e US$ 3,3 milhões no segundo. Ele estreou com US$ 16,4 milhões (e um total de US$ 22 milhões ao longo dos cinco dias), terminando em segundo, atrás do remanescente Eternos. Em seu segundo fim de semana, o filme caiu 51%, para US$ 8,1 milhões, terminando em terceiro. O filme faturou US$ 725.000 no Dia de Ação de Graças e depois US$ 5 milhões em seu terceiro fim de semana, ficando em sexto. O filme arrecadou US$ 1,9 milhão em seu quarto fim de semana, US$ 1,3 milhão em seu quinto, e US$ 404.068 em seu sexto.

### Crítica especializada
No site agregador de críticas Rotten Tomatoes, o filme tem uma taxa de aprovação de 53% com base em 66 críticas com uma classificação média de 5.20/10. O consenso crítico do site diz: "Pode levar os espectadores mais jovens a sentar e ficar, mas Clifford the Big Red Dog não é nem de perto tão charmoso quanto seu material de origem clássico.". No Metacritic, o filme tem uma pontuação média ponderada de 55 de 100, com base em 17 críticas, indicando "críticas mistas ou médias". O público entrevistado pelo CinemaScore deu ao filme uma nota média de "A" em uma escala de A+ a F, enquanto os da PostTrak deram 4,5 de 5 estrelas.
Owen Gleiberman, da Variety, escreveu: "Clifford the Big Red Dog torna-se um filme de perseguição barulhento - tão agradável quanto o próprio Clifford, simultaneamente fofo e sincero, e tão genialmente aleatório em sua capacidade de criar o caos.". Angie Han, do The Hollywood Reporter, escreveu: "Não é reinventar a roda ou abrir novos caminhos; [e] é improvável que impressione o público com sua visão artística ousada ou profundidades emocionais profundas. Mas há um lugar para entretenimento familiar e resistente que oferece exatamente o que pretende, e Clifford o Big Red Dog é exatamente isso."

## Adaptações
A escritora Georgia Ball e a ilustradora Chi Ngo adaptaram o filme em uma graphic novel intitulada Clifford the Big Red Dog: The Movie Graphic Novel, que estava originalmente programada para ser publicada em 23 de agosto de 2021, mas foi adiada para 7 de dezembro de 2021, um mês após o lançamento do filme.

## Sequência
Em novembro de 2021, foi relatado que a Paramount Pictures está desenvolvendo uma sequência para o filme.